# كاشيدو
كاشيدو (بالديفيهي ކާށިދޫ)، هي واحدة من الجزر المأهولة من كافو أتول (تقسيم إداري مالديفي). وهي تقع في الطرف الشمالي من جزيرة ماليه المرجانية وهي خامس أكبر جزيرة في أرخبيل المالديف بأكمله. كاشيدو مشهورة بثروتها بأشجار جوز الهند. يتم تضمين كاشيدو في ماليه المرجانية (ماليه أتول). ومع ذلك فهي جزيرة مرجانية في حد ذاتها جغرافيا. لسهولة الإدارة يتم وضع الجزيرة تحت كافو أتول.

## كاشيدو كاندو
كاشيدو كاندو، المعروفة أيضًا باسم «قناة كارديفا» هي قناة واسعة تفصل بعض الجزر المرجانية المركزية في جزر المالديف. تقع جزيرة كاشيدو تقريبًا في منتصف هذه القناة التي تعمل في اتجاه جنوب-شمال. تظهر في الخرائط الفرنسية القديمة باسم «كورانت دي كريدو».